# Blanca Ibáñez
Blanca Alida Ibáñez Piña (sinh ngày 17 tháng 8 năm 1947) là một chính trị gia người Venezuela và là góa phụ của cựu Tổng thống Jaime Lusinchi. Bà là con gái của María del Rosario Ibáñez và Carlos Julio Ibáñez.

## Tiểu sử
Ở độ tuổi rất trẻ, Ibáñez đã cùng mẹ chuyển đến Caracas, nơi bà thực hiện các công việc khác nhau và chuẩn bị làm thư ký, cuối cùng cho phép bà có được một công việc trong Phòng đại biểu của Quốc hội. Bà làm việc cho phe nghị viện của đảng Dân chủ Acción, người lãnh đạo quốc hội lúc bấy giờ là phó Jaime Lusinchi, người sau đó được bầu làm Tổng thống Cộng hòa trong giai đoạn 1984-89.
Khi chính phủ của Jaime Lusinchi bắt đầu vào tháng 2 năm 1984, bà được bổ nhiệm làm "thư ký riêng" của Tổng thống. Chỉ định này gây ra nhiều phản ứng trong dư luận. Nhiều nhà phê bình của bà nói rằng Ibáñez có một mức độ quyền lực cao trong chính phủ.
Sau khi kết thúc nhiệm kỳ tổng thống Lusinchi, bà chuyển đến Hoa Kỳ và kết hôn với anh ta tại thành phố New York vào ngày 11 tháng 9 năm 1991. Ở đó, bà thành lập và chỉ đạo tạp chí Soones en Acción (tiếng Anh: "Women in Action") cho việc tố cáo lạm dụng tình dục đối với phụ nữ, và cũng điều hành Quỹ CELAC, do cựu tổng thống Lusinchi tạo ra.  
Năm 1998, bà bị xét xử vì một vụ án tham nhũng trong thời đại Lusinchi. Tòa án Công lý Tối cao Venezuela sau đó đã tha bổng cô. Các chính trị gia khác liên quan đến vụ án bao gồm Jose Ángel Ciliberto và Jorge Mogna Salazar.
Kể từ năm 2017, bà sống ở Costa Rica, nơi bà có được quyền công dân Costa Rica. Ibáñez đại diện cho Hiệp hội Nhân quyền Quốc tế, có trụ sở tại Frankfurt, Đức.